# IC 4210
IC 4210 је спирална галаксија у сазвјежђу Береникина коса која се налази на листи објеката дубоког неба у Индекс каталогу.
Деклинација објекта је + 29° 42' 33" а ректасцензија 13h 10m 47,7s. Привидна величина (магнитуда) објекта IC 4210 износи 14,5 а фотографска магнитуда 15,3. IC 4210 је још познат и под ознакама NGC 5004B, MCG 5-31-148, CGCG 160-155, PGC 45742.